# ایوا نواک
ایوا نواک (انگلیسی: Eva Novak؛ ‏ ۱۴ فوریهٔ ۱۸۹۸ – ۱۷ آوریل ۱۹۸۸) بازیگر اهل ایالات متحده آمریکا بود.
از فیلم‌هایی که او در آن نقش داشته‌است، می‌توان به آسمان بلند، اینو به بچه‌ها بگو، باج‌گیری، سه پدرخوانده، سلطان آشپزخانه، ماهی خال‌دار، گروهبان راتلج و مردی که لیبرتی والانس را کشت اشاره کرد.